# Ruski Bród (gromada)
Ruski Bród – dawna gromada, czyli najmniejsza jednostka podziału terytorialnego Polskiej Rzeczypospolitej Ludowej w latach 1954–1972.
Gromady, z gromadzkimi radami narodowymi (GRN) jako organami władzy najniższego stopnia na wsi, funkcjonowały od reformy reorganizującej administrację wiejską przeprowadzonej jesienią 1954 do momentu ich zniesienia z dniem 1 stycznia 1973, tym samym wypierając organizację gminną w latach 1954–1972.
Gromadę Ruski Bród z siedzibą GRN w Ruskim Brodzie utworzono – jako jedną z 8759 gromad na obszarze Polski – w powiecie koneckim w woj. kieleckim, na mocy uchwały nr 13d/54 WRN w Kielcach z dnia 29 września 1954. W skład jednostki weszły obszary dotychczasowych gromad Długa Brzezina, Hucisko, Kuźnica i Ruski Bród ze zniesionej gminy Borkowice, Rutków i Hucisko ze zniesionej gminy Chlewiska oraz Kolonia Szczerbacka i Głęboka Droga ze zniesionej gminy Gowarczów w tymże powiecie. Dla gromady ustalono 13 członków gromadzkiej rady narodowej.
1 stycznia 1956 gromada weszła w skład nowo utworzonego powiatu przysuskiego w tymże województwie.
31 grudnia 1959 do gromady Ruski Bród przyłączono wsie Eugeniów, Gąsiorów i Kacprów z gromady Gowarczów w powiecie koneckim.
Gromada przetrwała do końca 1972 roku, czyli do kolejnej reformy gminnej.